# Pásztor Ferenc
Pásztor Ferenc (Mosonmagyaróvár, 1955. szeptember 23. –) labdarúgó, középpályás.

## Pályafutása
A Rába ETO csapatában mutatkozott be az élvonalban 1974. május 19-én a Haladás ellen, ahol csapata 4–1-re győzött. 1974 és 1981 között 98 bajnoki mérkőzésen szerepelt győri színekben. Egy bajnoki bronzérmet és egy magyar kupa-győzelmet szerzett a csapattal. 1981-től 1982-ig a Soproni SE játékosa volt. 1982 és 1987 között a Haladás csapatában szerepelt. Utolsó élvonalbeli bajnoki mérkőzésen a Debreceni MVSC ellen 0–0-s döntetlen született.

## Sikerei, díjai
- Magyar bajnokság
  - 3.: 1973–74
- Magyar kupa (MNK)
  - győztes: 1979